# الاسر (مقاطعة فومن)
الاسر (بالفارسية: الاسر) هي قرية تقع في غيلان في إيران. يقدر عدد سكانها بـ 193 نسمة بحسب إحصاء 2016.